# 지유 (2006년)
지유(본명: 서지유, 2006년 5월 14일 ~ )은 대한민국의 가수이며, 걸 그룹 KiiiKiii의 멤버이다.